# Sinem Ünsal
Sinem Ünsal (İzmir, 1993. június 21. –) török színésznő.

## Élete
Sinem Ünsal 1993. június 21-én született İzmirben egy azeri apa és egy cserkesz anya második gyerekeként. Az Eskişehir Osmangazi Egyetem Összehasonlító Irodalom Tanszékén végzett. Güneş karakterét játszotta 2017-ben a Çoban Yıldızı című sorozatban, és Gülsüm Aslan karakterét a Siyah Beyaz Aşk című sorozatban. Sevgi Günay tanárnő karakterét játszotta a 2018-2019-ben megjelent Az én lányom című sorozatban, amelyet Magyarországon 2021-ben sugárzott a TV2 kereskedelmi csatorna. Letafet karakterét játszotta a Raif ile Letafet című 2019-ben megjelent színházi játékban. Nazlı karakterét játszotta a 2019-től 2021-ig futó A csodadoktor című orvosi drámában, melyet Magyarországon a TV2 Média Csoport Zrt. kábelcsatornája,a SuperTV2 sugároz.

## Filmográfia
Sorozatok
| Év        | Sorozat címe (Eredeti címe)   | Szerep         | Magyar hang        |
| --------- | ----------------------------- | -------------- | ------------------ |
| 2016      | (Arkadaşlar İyidir)           | Sibel          |                    |
| 2017      | (Çoban Yıldızı)               | Güneş          |                    |
| 2017      | (Siyah Beyaz Aşk)             | Gülsüm Aslan   |                    |
| 2018-2019 | Az én lányom (Kızım)          | Sevgi Günay    | Bogdányi Titanilla |
| 2019-     | A csodadoktor (Mucize Doktor) | Nazlı Gülengül | Pataki Szilvia     |

Színház
| Év   | Címe (Eredeti címe) | Szerep |
| ---- | ------------------- | ------ |
| 2019 | (Raif ile Letafe)   | Letafe |

## Fordítás
- Ez a szócikk részben vagy egészben  a   Sinem Ünsal című török Wikipédia-szócikk fordításán alapul.  Az eredeti cikk szerkesztőit annak laptörténete sorolja fel. Ez a jelzés csupán a megfogalmazás eredetét és a szerzői jogokat jelzi, nem szolgál a cikkben szereplő információk forrásmegjelöléseként.